# 예썰의 전당
《예썰의 전당》은 KBS 1TV에서 2022년 5월 8일부터 2023년 6월 3일까지 방영된 시사 교양 프로그램이다.

## 방송 일시
| 방송 채널 | 방송일                           | 방송 시간               |
| --------- | -------------------------------- | ----------------------- |
| KBS 1TV   | 2022년 5월 8일 ~ 2023년 3월 26일 | 일요일 밤 10:30 ~ 11:20 |
| KBS 1TV   | 2023년 4월 1일 ~ 2023년 6월 3일  | 토요일 밤 10:25 ~ 11:15 |

## 출연자
- 김구라
- 재재
- 양정무
- 김지윤
- 조은아
- 심용환

## 방영 목록

### 2022년
| 화차 | 제목                                                           | 방송 일자        |
| ---- | -------------------------------------------------------------- | ---------------- |
| 1화  | 위대한 도전-레오나르도 다 빈치                                 | 2022년 5월 8일   |
| 2화  | 나를 찾아서-뒤러의 자화상                                      | 2022년 5월 15일  |
| 3화  | 예술을 품은 도시, 피렌체                                       | 2022년 5월 22일  |
| 4화  | 욕망의 재발견-브뤼헐                                           | 2022년 5월 29일  |
| 5화  | 인간 미켈란젤로, 완벽을 꿈꾸다                                 | 2022년 6월 5일   |
| 6화  | 내 이름은 단테, 지옥을 견디는 자 - 단테의 신곡 1부             | 2022년 6월 12일  |
| 7화  | 내 이름은 단테, 지옥을 견디는 자 - 단테의 신곡 2부             | 2022년 6월 19일  |
| 8화  | 네 멋대로 해라, 세르반테스의 돈 키호테                         | 2022년 6월 26일  |
| 9화  | 삶의 빛과 그림자-렘브란트                                      | 2022년 7월 3일   |
| 10화 | "우리가 알지 못했던 사계"-사계                                 | 2022년 7월 10일  |
| 11화 | 색이 흐르는 물의 도시 베네치아                                 | 2022년 7월 17일  |
| 12화 | 융합의 마에스트로, 루벤스                                      | 2022년 7월 24일  |
| 13화 | 누구를 위하여 붓을 들었나 - 벨라스케스 '시녀들'                | 2022년 7월 31일  |
| 14화 | 일상을 예찬하다-페르메이르                                     | 2022년 8월 7일   |
| 15화 | 왕의 무대 - 베르사유 궁전                                      | 2022년 8월 14일  |
| 16화 | 눈부시게, 위대하게 -마담 퐁파두르의 살롱                       | 2022년 8월 21일  |
| 17화 | 영국, 시대를 담다 1부 - 햄릿이 묻다. ‘사느냐 죽느냐’           | 2022년 8월 28일  |
| 18화 | 영국, 시대를 담다 2부 - 풍요의 시대, 발칙한 시선 윌리엄 호가스 | 2022년 9월 4일   |
| 19화 | 혁명의 시대 1부 - 나폴레옹, 예술을 통치하다                    | 2022년 9월 18일  |
| 20화 | 혁명의 시대 2부, 어둠에서 빛으로 - 베토벤                      | 2022년 9월 25일  |
| 21화 | 혁명의 시대 3부 더 나은 세계, 뜨거운 기록 – 레 미제라블 1부    | 2022년 10월 2일  |
| 22화 | 혁명의 시대 3부 더 나은 세계, 뜨거운 기록 – 레 미제라블 2부    | 2022년 10월 9일  |
| 23화 | 삶을 위로하다, 밀레                                            | 2022년 10월 16일 |
| 24화 | 지금 이 순간 마법처럼, 클로드 모네                             | 2022년 10월 23일 |
| 25화 | 황금빛으로 물든 반항 - 클림트                                  | 2022년 11월 6일  |
| 26화 | 피아노의 시인 - 쇼팽                                           | 2022년 11월 13일 |
| 27화 | 나만의 스타일로 승부하라 – 프란츠 리스트                       | 2022년 11월 20일 |
| 28화 | 미술관에 걸린 편지 - 빈센트 반 고흐                            | 2022년 11월 27일 |
| 29화 | 무엇이 마음을 흔드는가, 알폰스 무하                            | 2022년 12월 4일  |
| 30화 | 전쟁과 평화, 파블로 피카소                                     | 2022년 12월 11일 |
| 31화 | 별들의 고향 – 마르크 샤갈                                      | 2022년 12월 18일 |
| 32화 | 크리스마스에는 선물을                                          | 2022년 12월 25일 |

### 2023년
| 화차 | 제목                                                             | 방송 일자       |
| ---- | ---------------------------------------------------------------- | --------------- |
| 33화 | 봄을 향한 진심, 이중섭                                           | 2023년 1월 1일  |
| 34화 | 작은 것들을 위한 시, 박수근                                      | 2023년 1월 8일  |
| 35화 | 뿌리 깊은 나무 – 수화 김환기                                     | 2023년 1월 15일 |
| 36화 | 나의 길을 가련다 – 장욱진                                        | 2023년 1월 22일 |
| 37화 | 색다른 꿈을 꾸다, 앙리 마티스                                    | 2023년 1월 29일 |
| 38화 | 밤의 방랑자, 뭉크                                                | 2023년 2월 5일  |
| 39화 | 위대한 쇼맨 – 살바도르 달리                                      | 2023년 2월 12일 |
| 40화 | 끊임없이 싸우는 헤라클레스 안토니 가우디 1부                     | 2023년 2월 19일 |
| 41화 | 끊임없이 싸우는 헤라클레스 안토니 가우디 2부                     | 2023년 2월 26일 |
| 42화 | 공영방송 50주년 기획 1부 - 나의 자랑, '궁궐의 도시' 서울         | 2023년 3월 5일  |
| 43화 | 공영방송 50주년 기획 2부 - 서촌만보                              | 2023년 3월 12일 |
| 44화 | 공영방송 50주년 기획 3부 - 성북동 연가                           | 2023년 3월 19일 |
| 45화 | 공영방송 50주년 기획 4부 - 기억을 걷는 시간, 망우동 역사문화공원 | 2023년 3월 26일 |
| 46화 | 프랑켄슈타인 vs 뱀파이어 – 괴물                                  | 2023년 4월 1일  |
| 47화 | 헤어질 결심                                                      | 2023년 4월 8일  |
| 48화 | 쇼는 계속 되어야 한다 – 파가니니                                 | 2023년 4월 15일 |
| 49화 | 오만과 편견 - 모차르트                                           | 2023년 4월 22일 |
| 50화 | 미술품 잔혹사 1부 – 위작 스캔들                                  | 2023년 4월 29일 |
| 51화 | 미술품 잔혹사 2부 – 도난 스캔들                                  | 2023년 5월 6일  |
| 52화 | 왕이 된 남자, 주세페 베르디 1부                                  | 2023년 5월 13일 |
| 53화 | 왕이 된 남자, 주세페 베르디 2부                                  | 2023년 5월 20일 |
| 54화 | 뉴욕의 하루, 에드워드 호퍼                                       | 2023년 5월 27일 |
| 55화 | 신사의 품격 - 르네 마그리트                                      | 2023년 6월 3일  |

## 편성 변경
- 2022년 9월 11일: 추석특집 편성으로 결방.
- 2022년 10월 30일: 이태원 압사 사고 뉴스특보 편성으로 결방.